# 锡宁布子爵若昂·林斯·坎桑桑

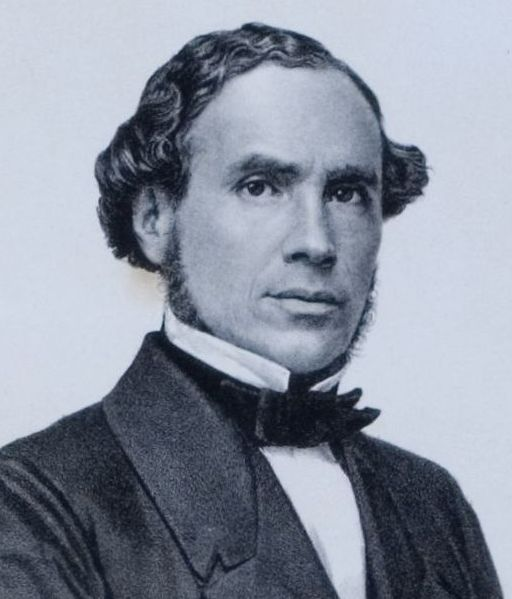
若昂·林斯·维埃拉·坎桑桑·德锡宁布

锡宁布子爵若昂·林斯·维埃拉·坎桑桑·德锡宁布（葡萄牙語：João Lins Vieira Cansanção de Sinimbu, Visconde de Sinimbu，1810年11月20日圣米格尔-杜斯坎普斯—1906年12月27日里约热内卢），巴西政治人物。1878年1月5日至1880年3月28日，他担任部长会议主席。1887年至1888年，他担任参议院主席。